# 吉宮君子
吉宮 君子（よしみや きみこ、1961年10月6日 - ）は、日本の女優。山形県西田川郡温海町（現・鶴岡市）出身。血液型はB型。

## 来歴・人物
桐朋学園短期大学演劇科卒業。桐朋学園への受験は受験の時に「急に思い立って」決めたものだったという。
1984年、出演した映画『連続殺人鬼 冷血』で横浜映画祭 最優秀新人賞受賞。
趣味はバイク。

## 出演

### テレビドラマ
- 「太陽にほえろ!」第510話（1982年6月4日、日本テレビ）[3]
- 「大江戸捜査網」第582話（1983年2月12日、テレビ東京）[4]
- 連続テレビ小説（NHK）
  - 「おしん」第26話 - 第35話（1983年5月3日 - 5月13日） - きく 役[5]
  - 「はね駒」第33話 - 第37話、第40話 - 第44話、第46話、第80話、第150話（1986年5月14日 - 5月17日、5月22日 - 5月27日、5月29日、7月8日、9月27日） - 里見なつ 役[6]
  - 「ひらり」（1992年10月5日 - 1993年4月3日） - 芳美 役[7]
  - 「春よ、来い」第200話・第201話・第208話・第211話・第218話・第271話・第278話（1995年5月29日・5月30日・6月7日・6月10日・6月19日・8月19日・8月28日） - 静江 役[8]
- 土曜ワイド劇場（テレビ朝日）
  - 「混浴露天風呂連続殺人」第3作「北海道十勝岳連続殺人 未亡人開放ツアー」（1984年11月17日）[9]
  - 「牟田刑事官事件ファイル」第9作「岸辺に立つ女」（1988年10月29日） - 柳純子 役[10]
  - 「温泉若おかみの殺人推理」第8作「不倫の汚名をきせられて…琵琶湖クルーザーに女の密室死体」（2000年5月13日） - 奥田朋江 役[11]
  - 「広域捜査官楠錬三郎」第1作「鳴門海峡連続殺人！犯人はうず潮に投身自殺!?現金輸送車強奪事件の謎」（2000年10月07日）[12]
- 「私鉄沿線97分署」第26話（1985年4月21日、テレビ朝日）[13]
- 金曜女のドラマスペシャル「北陸路誘拐殺人行」（1985年5月31日、フジテレビ）[14]
- 「娘が愛した人は」（1985年6月3日 - 1985年7月19日、TBS） - まゆみ 役[15]
- 現代恐怖サスペンス「突然の訪問者」（1986年8月4日、フジテレビ）[16]
- 「あぶない刑事」第3話（1986年10月19日、日本テレビ） - 野本麗子 役[17]
- 大河ドラマ「独眼竜政宗」第49話（1987年12月6日、NHK） - 側室 役[18]
- 12時間超ワイドドラマ「花の生涯 井伊大老と桜田門」（1988年1月2日、テレビ東京）[19]
- 「越中おわら風の盆～高橋治原作「風の盆恋歌」より～」（1988年9月4日、NHK BS2） - 声の出演[20]
- 月曜・女のサスペンス「赤い殺意の館」（1989年7月24日、テレビ東京）[21]
- 「夢帰行」（1990年10月15日 - 1990年10月19日、NHK）[22]
- 「暴れん坊将軍III」第86話（1989年11月4日、テレビ朝日） - 千保 役[23]
- 火曜サスペンス劇場（日本テレビ）
  - 「六月の花嫁」第29作「スイートホーム殺人事件」（1992年6月30日）[24]
  - 「向かいの女」（1997年3月18日）[25]
- 「NIGHT HEAD」スペシャル（1992年12月24日、フジテレビ）[26]
- 「香華」（1993年8月23日 - 8月30日、テレビ東京）[27]
- 「松ヶ枝町サーガ」第1話（1995年10月15日、NHK BS2）[28]
- 金曜エンタテイメント「片岡鶴太郎の金田一耕助シリーズ」第7作「女怪」（1996年4月26日、フジテレビ） - ホステス 役[29]
- 「刑事追う!」第23話（1996年9月9日、テレビ東京）[30]
- 「俺は浪花の漫才師　笑わせまっせ泣かせまっせ！波瀾万丈の51年を生きた最後の芸人」（1997年1月27日、毎日放送）[31]
- 「寺子屋ゆめ指南」（1997年9月5日 - 1998年3月20日、NHK）[32]
- 月曜ドラマスペシャル「プロデューサー麻生一平の事件ファイル」（1998年12月14日、TBS）[33]
- 「双子探偵」第2話（1999年7月10日、NHK教育テレビジョン） - みさの母 役[34]
- NHKドラマ館「時を播く人」（1999年10月23日、NHK）[35]
- 「藤沢周平の人情しぐれ町」第2話（2001年1月15日、NHK）[36]
- 「山田風太郎 からくり事件帖-警視庁草紙より-」第1話（2001年9月28日、NHK） - おりょう 役[37]
- 「はみだし刑事情熱系」第6シリーズ 第19話（2002年2月20日、テレビ朝日）
- 「はぐれ刑事純情派」第15シリーズ 第4話（2002年4月24日、テレビ朝日）
- 月曜ドラマシリーズ「少年たち」第3シリーズ 第4話（2002年9月2日、NHK）[38]
- 「相棒」第1シリーズ 第6話（2002年11月13日、テレビ朝日） - 土田の元妻 役
- 女と愛とミステリー「信濃のコロンボ事件ファイル」第3作「「信濃の国」殺人事件」（2003年2月2日、BSジャパン） - 甘利知美 役[39]

### 映画
- 「連続殺人鬼 冷血」（1984年2月11日） - 辰田真知子 役
- 「伽揶子のために」（1984年11月10日） - 斎藤房枝 役
- 「映画女優」（1987年1月17日） - 山下初子 役
- 「女衒 ZEGEN」（1987年9月5日） - タケヨ 役
- 「猫のように」（1988年3月19日） - 草間羊子 役
- 「死の棘」（1990年4月28日） - 離れの娘 役
- 「地球っ子〜いのちと愛のメッセージ〜」（1993年8月14日） - 里子 役
- 「AIKI」（2002年11月30日）

### 劇場アニメ
- 「おしん」（1984年3月17日） - きく 役